# I'm in You
I'm in You is het vijfde studioalbum van de Engelse singer-songwriter Peter Frampton. Het werd door A&M Records op 28 mei 1977 uitgebracht. Het album is opgenomen na zijn livealbum Frampton Comes Alive!. Aan het album werkten veel gastmuzikanten mee, zoals Richie Hayward, Mick Jagger en Ringo Starr. Op het album staat een cover van het door Stevie Wonder geschreven nummer "Signed, Sealed, Delivered (I'm Yours)".
Het album bereikte de tweede positie in de Billboard 200 Albums Charts. In de Verenigde Staten werden van I'm in You meer dan een miljoen exemplaren verkocht. Op 15 januari 1978 werd het door de RIAA onderscheiden met platina.

## Tracklist
Alle muziek en teksten zijn geschreven door Peter Frampton, tenzij anders aangegeven. 
| 1.                 | I'm In You                                                                                     | 4:10 |
| 2.                 | (Putting My) Heart on the Line                                                                 | 3:42 |
| 3.                 | St. Thomas (Don't You Know How I Feel)                                                         | 4:15 |
| 4.                 | Won't You Be My Friend                                                                         | 8:10 |
| 5.                 | You Don't Have to Worry                                                                        | 5:16 |
| 6.                 | Tried to Love                                                                                  | 4:27 |
| 7.                 | Rocky's Hot Club                                                                               | 3:25 |
| 8.                 | (I'm A) Road Runner (Lamont Dozier/Eddie Holland)                                              | 3:40 |
| 9.                 | Signed, Sealed, Delivered (I'm Yours) (Lee Garrett/Lula Hardaway/Stevie Wonder/Syreeta Wright) | 3:54 |
| Totale duur: 39:29 |                                                                                                |      |

## Bezetting
- Peter Frampton - basgitaar, gitaar, piano, orgel, toetsen, mondharmonica, drums, percussie, zang en talkbox
- Bob Mayo - orgel, toetsen, accordeon, keyboard, gitaar en zang
- Stanley Sheldon - basgitaar, zang
- John Siomos - drums, percussie en tamboerijn

#### Gastmuzikanten
- Mike Finnegan - zang op "Signed, Sealed, Delivered (I'm Yours)"
- Richie Hayward - drums, percussie en conga op "St. Thomas (Don't You Know How I Feel)", "Won't You Be My Friend" en "Tried To Love"
- Mick Jagger - zang op "Won't You Be My Friend"
- Ringo Starr - drums, percussie
- Stevie Wonder - mondharmonica op "Rocky's Hot Club"

## Productie
- Prouducers: Peter Frampton, Chris Kimsey, Bob Mayo, Frankie D'Augusta
- Mastering: George Marino, Doug Sax, Arnie Acosta
- Art Direction: Vartan, Roland Young, Ryan Rogers
- Photography: Neal Preston, Irving Penn
- Supervisor: Beth Stempel, Bill Levenson
- Management: Dee Anthony